# Noémi Hepp
Noémi Hepp (* 13. März 1922 in Mülhausen, Elsass; † 18. Dezember 2007) war eine französische Romanistin und Literaturwissenschaftlerin.

## Leben
Hepp war die Tochter der Autorin Camille Mayran (1889–1989) und des Journalisten Pierre Hepp (1882–1948). Der Schriftsteller André Chevrillon war ihr Onkel und der Philosoph Hippolyte Taine einer ihrer Vorfahren.
Hepp studierte in Montpellier und nach bestandener Agrégation arbeitete sie bis 1953 Gymnasiallehrerin in Straßburg. Dann wechselte sie an die Universität Straßburg und war dort Assistentin (1953),  Chef de travaux (1959) und Maître-assistante (1967). 
Hepp ging nach Paris und konnte sich 1969 an der Sorbonne mit den Thèses „Homère en France au XVIIe siècle“ (Paris 1968) und „Deux amis d'Homère au XVIIe siècle. Textes inédits de Paul Pellisson et de Claude Fleury“ (Paris 1970) habilitieren. 1969 arbeitete Hepp an der Universität Straßburg als Maître de conférences und ab 1970 betraute man sie mit einem Lehrauftrag für französische Literatur. Dieses Amt hatte sie bis 1988 inne.

## Schriften (Auswahl)
Als Autorin
- Esquisse du vocabulaire de la critique littéraire de la Querelle du Cid à la querelle d’Homère. In: Romanische Forschungen, Band 69 (1960), S. 332–408. ISSN 0035-8126

Als Herausgeberin
- La cour au miroir des mémorialistes 1530–1682. Paris 1991.
- Mémoires et autres inédits de Nicolas Goulas. Paris 1995.
- zusammen mit Georges Livet: Héroïsme et création littéraire sous les règnes d'Henri IV et de Louis XIII. Paris 1974.
- zusammen mit Jacques Hennequin: Les Valeurs chez les mémorialistes français du XVIIe siècle avant la Fronde. Paris 1979.
- zusammen mit Madeleine Bertaud: L'Image du souverain dans les lettres françaises. Des guerres de religion à la révocation de l'Édit de Nantes. Paris 1985.
- zusammen Volker Kapp: Claude Fleury, Écrits de jeunesse. Tradition humaniste et liberté de l'esprit. Paris 2003.